# Фильмография Мэри Пикфорд
Фильмография Мэри Пикфорд включает в себя звуковые и немые фильмы, в которых актриса снялась на протяжении своей карьеры с 1909 по 1933 год.

## Звуковые фильмы
| Год  | На русском           | На языке оригинала      | Роль         |
| ---- | -------------------- | ----------------------- | ------------ |
| 1933 | Секреты              | Secrets                 | Мэри Карлтон |
| 1931 | Кики                 | Kiki                    | Кики         |
| 1929 | Укрощение строптивой | The Taming of the Shrew | Катарина     |
| 1929 | Кокетка              | Coquette                | Норма Безант |

## Полнометражные фильмы
| Год                      | На русском                       | На языке оригинала             | Роль                    |               |
| ------------------------ | -------------------------------- | ------------------------------ | ----------------------- | ------------- |
| 1927                     | Моя любимая девушка              | My Best Girl                   | Мэгги Джонсон           |               |
| 1927                     | Поцелуй Мэри Пикфорд             | Поцелуй Мэри Пикфорд           | камео                   |               |
| 1926                     | Воробушки                        | Sparrows                       | Молли                   |               |
| 1925                     | Маленькая Анни Руни              | Little Annie Rooney            | Аннабель Руни           |               |
| 1924                     | Дороти Вернон из Хэддон-Холла    | Dorothy Vernon of Haddon Hall  | Дороти Вернон           |               |
| 1923                     | Розита                           | Rosita                         | Розита                  |               |
| 1922                     | Тэсс из Страны бурь              | Tess of the Storm Country      | Тэссибель Скиннер       |               |
| 1921                     | Маленький лорд Фаунтлерой        | Little Lord Fauntleroy         | Седрик Эррол            |               |
| 1921                     | С чёрного хода                   | Through the Back Door          | Жанна Бодамер           |               |
| 1921                     | Свет любви                       | The Love Light                 | Анжела Карлотти         |               |
| 1920                     | Мыльная пена                     | Suds                           | Аманда Аффлик           |               |
| 1920                     | Поллианна                        | Pollyanna                      | Поллианна Уиттер        |               |
| 1919                     | Сердце холмов                    | Heart o' the Hills             | Мэвис Хоун              |               |
| 1919                     | Хулиганка                        | The Hoodlum                    | Эми Берк                |               |
| 1919                     | Длинноногий папочка              | Daddy-Long-Legs                | Джеруша Эббот           |               |
| 1919                     | Капитан Кидд-младший             | Captain Kidd, Jr.              | Мэри Мактавиш           |               |
| 1918                     | Вербовка Джоанны                 | Johanna Enlists                | Джоанна Ренссаллер      |               |
| 1918                     | Как ты могла, Джин?              | How Could You, Jean?           | Джин Макаэ              |               |
| 1918                     | Мелисса                          | M`Liss                         | Мелисса Смит            |               |
| 1918                     | Амарилли с аллеи Клозес-Лайн     | Amarilly of Clothes-Line Alley | Амарилли Дженкинс       |               |
| 1918                     | Звезда морей                     | Stella Maris                   | Мисс Стелла Марис Юнити |               |
| 1917                     | Маленькая принцесса              | The Little Princess            | Сара Крю                |               |
| 1917                     | Ребекка с фермы Саннибрук        | Rebecca of Sunnybrook Farm     | Ребекка Рэнделл         |               |
| 1917                     | Маленькая американка             | The Little American            | Анжела Мур              |               |
| 1917                     | Роман в Редвудс                  | A Romance of the Redwoods      | Дженни Лоренс           |               |
| 1917                     | Бедная маленькая богатая девочка | The Poor Little Rich Girl      | Гвендолин               |               |
| 1917                     | Гордость клана                   | The Pride of the Clan          | Маргет Мактавиш         |               |
| 1916                     | Меньше пыли                      | Less Than the Dust             | Рада                    |               |
| 1916                     | Хальда из Голландии              | Hulda from Holland             | Хальда                  |               |
| 1916                     | Вечная доля                      | The Eternal Grind              | Луиза                   |               |
| 1916                     | Бедная маленькая Пеппина         | Poor Little Peppina            | Пеппина                 |               |
| 1916                     | Подкидыш                         | The Foundling                  | Молли О                 |               |
| 1915                     | Мадам Баттерфляй                 | Madame Butterfly               | Чио-Чио-сан             |               |
| 1915                     | Вчерашняя девушка                | A Girl of Yesterday            | Джейн Стюарт            |               |
| 1915                     | Рагс                             | Rags                           | Рагс / Элис Макклауд    |               |
| 1915                     | Маленькая подружка               | Little Pal                     | Маленькая подружка      |               |
| 1915                     | Заря завтрашнего дня             | The Dawn of a Tomorrow         | Глэд                    |               |
| 1915                     | Сверчок Фашон                    | Fanchon, the Cricket           | Фашон                   |               |
| 1915                     | Госпожа Нелл                     | Mistress Nell                  | Нелл Гвин               |               |
| 1915                     | Подкидыш                         | The Foundling                  | Молли О                 |               |
| 1915                     | 1914                             | Золушка                        | Cinderella              | Золушка       |
| Такая маленькая королева | 1914                             | Such a Little Queen            | Королева Анна Виктория  |               |
| Орлица                   | 1914                             | The Eagle’s Mate               | Анемона Брекенридж      |               |
| Тэсс из Страны бурь      | 1914                             | Tess of the Storm Country      | Тэссибель Скиннер       |               |
| Хорошенький дьяволёнок   | 1914                             | A Good Little Devil            | Джульет                 |               |
| Дрейфующие сердца        | 1914                             | Hearts Adrift                  | Нина                    |               |
| 1913                     | 1914                             | Каприз                         | Caprice                 | Мерси Бакстер |
| 1913                     | В повозке епископа               | In the Bishop’s Carriage       | Нэнс Олден              |               |

## Короткометражные фильмы
| 1916 - За кулисами - Долли Лейн 1915 - Эсмеральда - Эсмеральда Роджерс 1913 - Судьба / Fate - Нежеланный гость / The Unwelcome Guest 1912 - Нью-йоркская шляпа / The New York Hat - Осведомитель / The Informer - Моя крошка / My Baby - Его она любила / The One She Loved - Вражда на холмах Кентукки / A Feud in the Kentucky Hills - Так близко и так далеко / So Near, Yet So Far - Друзья / Friends - Легенда Пуэбло / A Pueblo Legend - Любовь в Пуэбло / A Pueblo Romance - С помощью врага / With the Enemy’s Help - В узком кругу / The Inner Circle - Раскаяние ребёнка / A Child’s Remorse - Узкая тропа / The Narrow Road - Индейское лето / An Indian Summer - Учитель и беспризорник / The School Teacher and the Waif - Лена и гуси / Lena and the Geese - Домочадцы / Home Folks - Чудище в заливе / A Beast at Bay - Приют на ночь / A Lodging for the Night - Старик-актёр / The Old Actor - Won by a Fish - Совсем как женщина / Just Like a Woman - Женщина по рождению / The Female of the Species - Fate’s Interception - Клятва Иолы / Iola’s Promise - Своевременное раскаяние / A Timely Repentance - A Siren of Impulse - The Mender of Nets - В честь твоего отца / Honor Thy Father 1911 - Мечта Кадди / The Caddy’s Dream - Портрет / The Portrait - Красная шапочка / Little Red Riding Hood - Love Heeds Not Showers - Ухаживание за Мэри / The Courting of Mary - Со дна моря / From the Bottom of the Sea - Его парадная рубашка / His Dress Shirt - Подстрекатель / The Aggressor - Так лучше / The Better Way - Заснувший часовой / The Sentinel Asleep - Меж влюблённых / 'Tween Two Loves - Дом, который построил Джек / By the House That Jack Built - Бросок монетки / The Toss of a Coin - Зов песни / The Call of the Song - The Skating Bug - Наука / Science - В четверть второго / At a Quarter of Two - Свидание при газовом свете / A Gasoline Engagement - В честь королевы / For the Queen’s Honor - В саду султана / In the Sultan’s Garden - За забором / Behind the Stockade - Возвращение к корням / Back to the Soil - Хранитель маяка / The Lighthouse Keeper - Хозяин и слуга / The Master and the Man - Ради её брата / For Her Brother’s Sake - Честный дантист / The Fair Dentist - Искусительница / The Temptress - Пророчество / Second Sight | - Бегство / The Stampede - Сладкие воспоминания / Sweet Memories - В старом Мадриде / In Old Madrid - Рыбачка / The Fisher-Maid - Совесть / Conscience - Письмо в бутылке / The Message in the Bottle - Закон судьбы / A Decree of Destiny - Смельчак / A Manly Man - Искусница Кейт / Artful Kate - Pictureland - Неофит / The Convert - Её самое мрачное время / Her Darkest Hour - Зеркало / The Mirror - When the Cat’s Away - По приказу герцога / At the Duke’s Command - Три сестры / Three Sisters - Девушка или мужчина / Maid or Man - Сон / The Dream - The Italian Barber / Элис - Их первая размолвка / Their First Misunderstanding - Когда человек влюблён / When a Man Loves - Мечта папочки / The Daddy’s Dream - История пса / A Dog’s Tale 1910 - Табак крошки Нелл / Little Nell’s Tobacco - Белые розы / White Roses - Детская уловка / A Child’s Stratagem - Простая песня / A Plain Song - The Song of the Wildwood Flute - Солнышко Сью / Sunshine Sue - Обычное милосердие / Simple Charity - Официант номер пять / Waiter No. 5 - Зубная боль на счастье / A Lucky Toothache - Щёголь / The Masher - That Chink at Golden Gulch - Золотое ожерелье / A Gold Necklace - Бунтарь / The Iconoclast - День школьных экзаменов / Examination Day at School - Маггси становится героем / Muggsy Becomes a Hero - Упрямая Пегги / Wilful Peggy - Муки неверных / The Sorrows of the Unfaithful - Когда мы были детьми / When We Were in Our Teens - Ростовщик / The Usurer - Аркадская дева / An Arcadian Maid - Призыв к оружию / The Call to Arms - Серьёзные шестнадцатилетние / Serious Sixteen - Вспышка света / A Flash of Light - What the Daisy Said - Первая любовь Маггси / Muggsy’s First Sweetheart - Детский порыв / A Child’s Impulse - Май и декабрь / May and December - Больше никогда / Never Again - Лицо в окне / The Face at the Window - Жертва ревности / A Victim of Jealousy - In the Season of Buds - Рамона / Ramona - Дела сердечные / An Affair of Hearts - Любовь среди роз / Love Among the Roses - Неизменное море / The Unchanging Sea - Любовь в Вестерн-хиллс / A Romance of the Western Hills - Отмщение сполна / A Rich Revenge - Такова жизнь / As It Is in Life - Два брата / The Two Brothers | - Его последний доллар / His Last Dollar - Курильщик / The Smoker - Витая тропинка / The Twisted Trail - Нить судьбы / The Thread of Destiny - Новобрачные / The Newlyweds - Англичанин и девочка / The Englishman and the Girl - Женщина из Меллона / The Woman from Mellon’s - Зов / The Call - Всё из-за молока / All on Account of the Milk 1909 - Ради спасения её души / To Save Her Soul - Проверка / The Test - Неудавшаяся шалость / The Trick That Failed - Горская гордость / The Mountaineer’s Honor - Полночное приключение / A Midnight Adventure - Сладкая месть / A Sweet Revenge - И пришёл свет / The Light That Came - Реставрация / The Restoration - Богиня Гибсона / The Gibson Goddess - К чему такая спешка? / What’s Your Hurry? - Lines of White on a Sullen Sea - В ночи / In the Watches of the Night - Его ушедшая любовь / His Lost Love - Маленькая учительница / The Little Teacher - Пробуждение / The Awakening - Разыскивается ребёнок / Wanted, a Child - В старом Кентукки / In Old Kentucky - Сломанный медальонThe Broken Locket - Дружок ребят / The Children’s Friend - Свести счёты / Getting Even - Гессенские изменники / The Hessian Renegades - Милочка / The Little Darling - Опечатанная комната / The Sealed Room - О, дядя! / Oh, Uncle! - Седьмой день / The Seventh Day - Любовь индейского бегуна / The Indian Runner’s Romance - Посетитель его жены / His Wife’s Visitor - Они сбегут вместе / They Would Elope - Странная встреча / A Strange Meeting - Раб / The Slave - Сладкая двадцатилетняя / Sweet and Twenty - Отречение / The Renunciation - Нежные сердца / Tender Hearts - Замысел кардинала / The Cardinal’s Conspiracy - Деревенский врач / The Country Doctor - Ожерелье / The Necklace - Путь человека / The Way of Man - Влюблённые мексиканцы / The Mexican Sweethearts - The Peachbasket Hat - Увядшие лилии / The Faded Lilies - Её первые бисквиты / Her First Biscuits - Возвращение сына / The Son’s Return - Одинокая вилла / The Lonely Villa - Скрипичный мастер из Кремоны / The Violin Maker of Cremona - К чему приводит пьянство / What Drink Did - Его долг / His Duty - Два воспоминания / Two Memories - Погоня за жизнью / The Drive for a Life - Обман / The Deception - Очаровательная миссис Фрэнсис / The Fascinating Mrs. Francis - Миссис Джонс приглашает / Mrs. Jones Entertains - Сердце преступника / The Heart of an Outlaw |